# Oleh Bezuhlyj
Oleh Viktorovyč Bezuhlyj (in ucraino Олег Вікторович Безуглий?; Odessa, 14 gennaio 1969) è un ex giocatore di calcio a 5 ucraino.

## Carriera
Con la nazionale maschile di calcio a 5 dell'Ucraina ha disputato il FIFA Futsal World Championship 1996 in cui la selezione est-europea, al suo primo campionato del mondo è giunta al quarto posto finale, battuta nella finalina dalla Russia. Nello stesso anno ha giocato il campionato europeo concluso dall'Ucraina al quinto posto.